# Vicious Crusade
Vícious Crusáde (дословно: Порочный крестовый поход) — белорусская группа, играющая в стиле трэш-фолк-метал.

## История

### Начало
22 марта 1996 года четверо студентов Минского Государственного Лингвистического Университета (Дмитрий Басик, Алексей Вертель, Алексей Гладыш и Павел Реунов) создают группу, через месяц получившую название Vicious Crusade, и призванную впоследствии стать одной из самых популярных метал-команд Белоруссии.
В течение 45 дней новообразованной группой записывается демо-лента, ставшая отличным примером того, как должна звучать первая демозапись, если не жалеть на такое важное дело времени, энергии и средств. Вдохновленные неожиданным успехом у публики и музыкальной прессы, участники команды записывают очередные пять треков для выпуска полноформатного альбома. Для этого приглашается вокалистка, Елена Горщук, которая привносит в музыку новый колорит, помогает открыть новые музыкальные возможности и буквально обогащает звучание группы.

### Life That Kills
В декабре 1996 года Vicious Crusade выпускают за собственные средства дебютный альбом «Life That Kills» (рус. Жизнь, которая убивает).
В музыкальном плане первый альбом основывается на трэш-металле с дэз-гроулингом и женским сопрано, прекрасно гармонирующим с готической и фолк-атмосферой. Промокопии альбома распространяются по местным магазинам и буквально через несколько дней группе предлагает подписать контракт журнал «Legion».
Через два месяца альбом переиздается в MC-формате на специально для этого созданном лейбле «Legion Productions». Количество проданных копий превосходит все ожидания и уже с первого альбома группе приходит популярность по всей Белоруссии. Телевизионные выступления, многочисленные обзоры в прессе в таких изданиях как «Ablaze», «Thrash ’Em All», «GrindZone», многих минских газетах свидетельствовали о несомненно высоком потенциале группы.
В июне 1997 года Vicious Crusade пригласили новую вокалистку, Алену Горных, которая располагает не только фолковым, но и оперным вокалом. Для того, чтобы познакомить публику с новой участницей, группа выпускает мини-альбом «Faces Of Vice» (рус. Лики порока). Этот мини-альбом оказывается существенным шагом вперед: фолк-мелодии с оперным пением, классический трэш с испанским текстом, более чистый звук — все это оказало влияние на последующее развитие группы. В завершение крайне успешного года группа выступила на фестивале Extremum ’97, который собрал свыше 2000 человек со всего СНГ.

### The Unbroken
В 1998 году Vicious Crusade гастролируют по Белоруссии, добиваясь популярности у сотен новых фэнов. Летом этого же года группа входит в студию, чтобы записать второй полноформатный альбом — «The Unbroken» (рус. Несломленный). Оперный вокал и оригинальный фолк-саунд показывают, что группа окончательно нашла свой стиль. Презентационный тур альбома начинается в Москве и продолжается в течение всего последующего года.
Российский журнал «Painkiller» оценивает альбом «The Unbroken» на пять баллов из пяти возможных (#5, январь 2000). В начале 1999 года крупнейший музыкальный еженедельник СНГ «Музыкальная Газета» помещает группу на обложку. По итогам белорусской музыкальной прессы Vicious Crusade добиваются следующих результатов:
По опросам «Музыкальной Газеты»:
- Группа года (Белоруссия) — первая позиция;
- Лучший альбом года — шестая позиция.

По опросам «М-magazine» (экс-«Legion»):
- Группа года (Белоруссия) — вторая позиция;
- Группа года (СНГ) — четвертая позиция.

Таким образом, альбом «The Unbroken» становится поворотной вехой в развитии группы и выводит её в число лидирующих команд всего постсоветского пространства.
2000 год ознаменовывается выпуском CD-версии «The Unbroken», включающей 2 бонус-трека, а также изменениями в составе группы: на место Павла Реунова приходит Сергей ’Маркус’ Одинец. Кроме того, в составе группы появился скрипач Баграт Вартанян. Vicious Crusade также подписывают контракт с белорусской метал-фирмой Metal Records, которая становится обладателем исключительных прав на издание альбомов группы. В декабре 2000 года группа выступает в Киеве, где производит настоящий фурор среди местной аудитории.

### Forbidden Tunes
В марте 2001 года, для презентации новых музыкантов, Vicious Crusade выпускают MC-версию пилотного мини-альбома «Messiah… Isn’t It Me?» (рус. Мессия… Не я ли это?), раскрывающую совершенно новые стороны музыкальной деятельности группы.
Как и в случае с «The Unbroken», презентационный тур начинается в Москве. На этот раз московским концертом Vicious Crusade занимается крупнейший в РуНет-е сайт Musica.mustdie.ru, сразу же после концерта ставший официальным дистрибьютором альбомов группы в Москве. 25 декабря 2001 года Metal Records издает компакт-диск, включающий два мини-альбома — «Faces Of Vice» и «Messiah… Isn’t It Me?».
Новый полноформатный альбом «Forbidden Tunes» (с англ. — «Запретные мелодии») появляется в продаже 27 марта 2002 года.
На этот раз распространением нового релиза в России занимается крупнейший российский лейбл «Фоно». Сразу же после выхода альбома группа отправляется с концертом-презентацией в Киев. Ошеломляющий успех у публики и масс-медиа ещё раз подтвердили любовь украинцев к Vicious Crusade. По возвращении домой группа приняла участие в съемках передачи «Три хита в Алькатрасе» для минского телевизионного канала. По итогам майского номера «М-журнала» (№ 2/2002) Vicious Crusade признана «Группой 2001 года» в Белоруссии.
15 апреля 2002 года, ввиду творческих и личных разногласий, группа расстается с Аленой Горных. С конца 2002 года новой вокалисткой Vicious Crusade становится Татьяна Лабода, ранее игравшая в минской группе Longplay.
В январе 2003 года обновленный состав Vicious Crusade записывает две новые песни, одна из которых («Айчына» (рус. Отчизна) впервые в истории группы исполняется на белорусском языке. К середине года планируется выход очередного мини-альбома, которому так и не суждено увидеть свет: Дмитрий Басик вынужден покинуть Белоруссию на несколько лет из-за рабочей командировки в Голландию. Группа объявляет о двухлетнем перерыве в своей деятельности и дает прощальный концерт.

### Freedom Comes
По независящим от группы обстоятельствам, заявленный двухлетний перерыв растягивается на три с половиной года. В течение этого времени некоторые музыканты Vicious Crusade принимают участие в других музыкальных проектах: Алексей Гладыш — в группе Deadmarsh, Сергей Одинец — в группе Стая, Баграт Вартанян — в своем сольном проекте God Mode, Татьяна Лабода — в группе Diffuzion. Дмитрий Басик и Алексей Вертель тем временем готовят материал для нового альбома Vicious Crusade.
Затянувшаяся пауза в концертной деятельности группы, а также отсутствие новых записей приводят в уныние даже самых преданных поклонников. Начинают появляться слухи о распаде Vicious Crusade. И вот, когда напряжение достигает своего критического пика, группа объявляет о своем возвращении на сцену и 27 мая 2007 года дает свой первый за четыре года концерт в Минске, а 25 августа выступает в Киеве, представив зрителям две новые композиции из грядущего альбома.
В течение 2007—2008 годов Vicious Crusade активно выступают на международных фестивалях и с сольными концертами в Белоруссии и на Украине.
29 мая 2009 года Vicious Crusade выпускают свой четвертый полноформатный альбом «Freedom Comes» (рус. Свобода грядёт). В тот же день альбом в полном объёме звучит на концерте-презентации.
«Freedom Comes» вошел в десятку лучших белорусских релизов первого полугодия 2009 года по мнению экспертов сайта experty.by, а также в десятку лучших белорусских релизов ушедшего года по версии издания KP.BY.
31 октября 2009 года по случаю десятилетия альбома «The Unbroken» выходит третье переиздание релиза «The Unbroken 10th Anniversary Edition» с четырьмя новыми бонусами.
12 марта 2010 года на церемонии вручения премий Metalfront.org Music Awards 2009 Vicious Crusade в третий раз в своей истории были признаны лучшей белорусской метал-группой 2009 года.

### Vicious Crusade & Friends vol.1
25 апреля 2010 года в качестве подарка своим поклонникам к 14-летию группы Vicious Crusade выпускают альбом «Vicious Crusade & Friends vol.1» (рус. Vicious Crusade и друзья. Том I), включающий в себя новую песню «What U Gonna Do 4 Love?», записанную совместно с минским коллективом My Ocean. А также альтернативную версию «Theodore’s Song» и кавер-версии на песни Vicious Crusade в исполнении белорусских и российских команд: Nightside Glance, Aillion, Symphony Of Seven, Зломрак, Distortion, Clan, Diffuzion и Magneti[k]a.
В марте и июле 2011 года группа выпускает интернет-синглы «End of Line» и «Losers’ Song». 4 июня Vicious Crusade дают единственный концерт в году, посвященный 15-летию группы.
В настоящее время Vicious Crusade работают над новым мини-альбомом, который будет состоять из Интернет-синглов, выпущенных в 2011—2012 гг, и распространяться бесплатно через сайт группы.
Согласно статистике сайта Last.fm, Vicious Crusade находятся на четвертом месте в списке самых прослушиваемых белорусских групп, уступая по популярности лишь Ляпис Трубецкой, N.R.M. и Стары Ольса.

## Дискография

### Студийные альбомы
- 1996: Life That Kills — MC
- 1997: Faces of Vice — Mini MC
- 1999: The Unbroken — MC
- 2000: The Unbroken — CD
- 2001: Messiah… Isn't It Me / Faces of Vice — Split CD
- 2002: Forbidden Tunes[тарашк.] — CD
- 2008: My Cruel Mirror — Internet Single
- 2009: Another Hero — Internet Single
- 2009: Freedom Comes — CD
- 2010: What U Gonna Do 4 Love? — Internet Single
- 2010: Vicious Crusade & Friends vol.1 — CD
- 2011: End of Line — Internet Single
- 2011: Losers' Song — Internet Single

## Состав

### Текущий состав
- Дмитрий Басик: вокал, соло-гитара (с 1996)
- Баграт Вартанян: скрипка (с 2000)
- Алексей Вертель: ритм-гитара (с 1996)
- Алексей Гладыш: барабаны (с 1996)
- Татьяна Лабода: вокал (с 2002)
- Сергей Одинец: бас-гитара (с 2000)

### Бывшие участники
- Елена Горщук: вокал (1996—1997)
- Павел Реунов: бас-гитара (1996—2000)
- Алёна Горных: вокал (1997—2002)